# Pallenis spinosa
Classification APG III (2009)
Espèce
L’Astérolide épineux, le Buphthalme épineux ou le Pallénis épineux (Pallenis spinosa), est une espèce de plante à fleurs de la famille des Asteraceae.

## Synonymes
- Buphthalmum spinosum L.
- Asteriscus spinosus (L.) Sch.Bip.
- Athalmum spinosum (L.) Kuntze
- Bubonium spinosum (L.) Hill.

## Description
C'est est une plante annuelle ou bisannuelle ne dépassant généralement pas les soixante-dix centimètres de haut. Les tiges sont foncées, raides, droites et munies de poils espacés.
Les feuilles sont alternes, velues et pointues. Les fleurs, en capitule sur deux rangées, ressemblent un peu à celle de la marguerite et la floraison a lieu en juin.

## Habitats
Cette plante se plaît sur les terrains incultes et pierreux.

## Répartition
Bassin méditerranéen.

## Statut de protection
En France, l'espèce est protégée en Aquitaine.

## Images

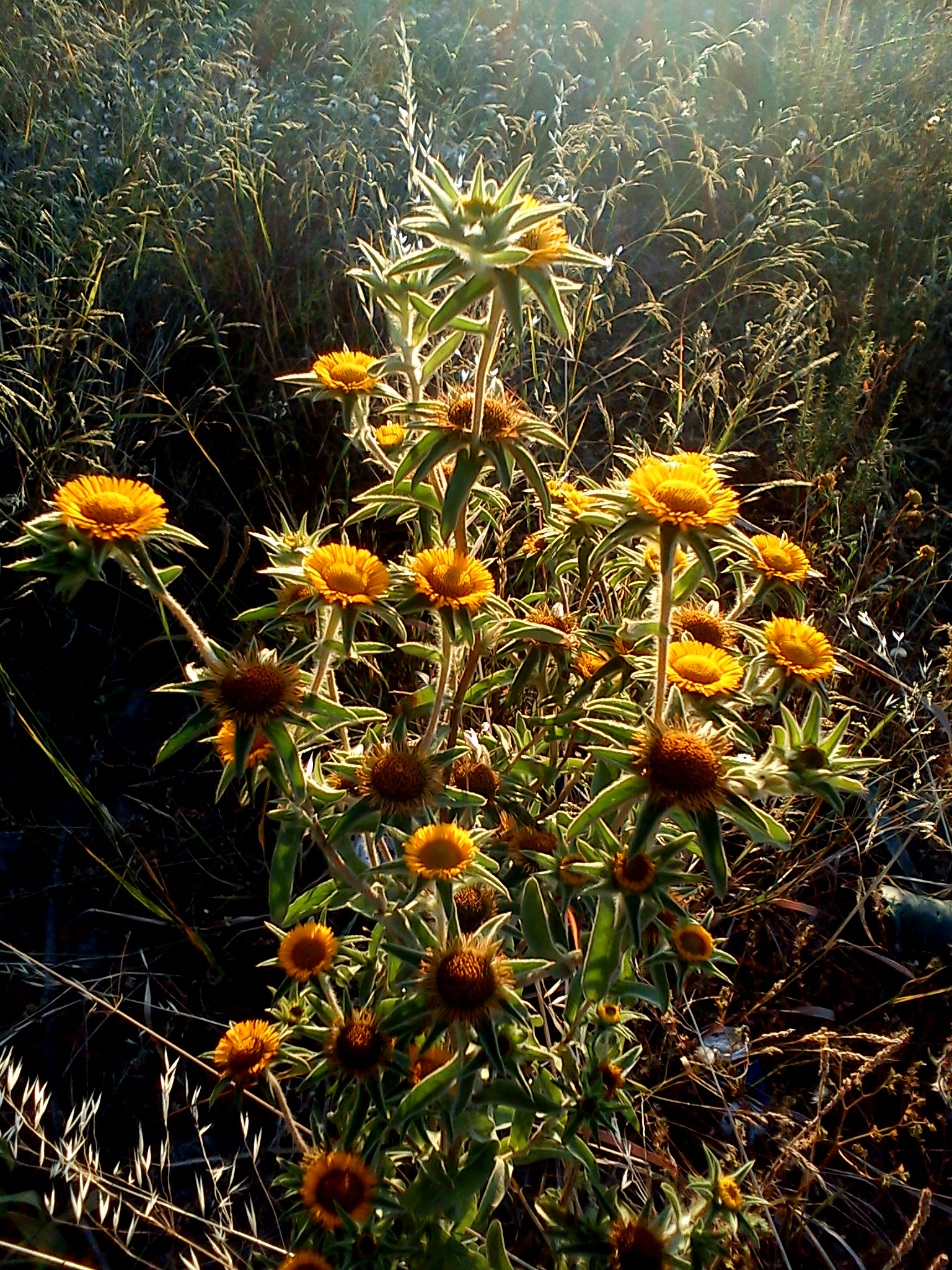
Pallenis spinosa à Mezraya (Djerba).
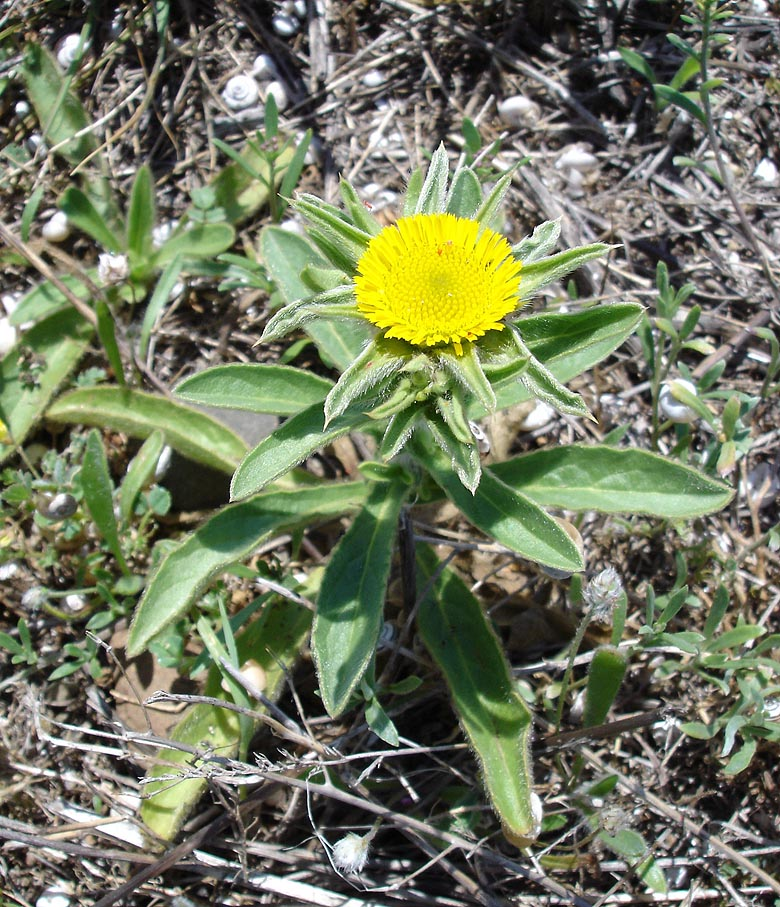
Pallenis spinosa à Salses (Roussillon, France).
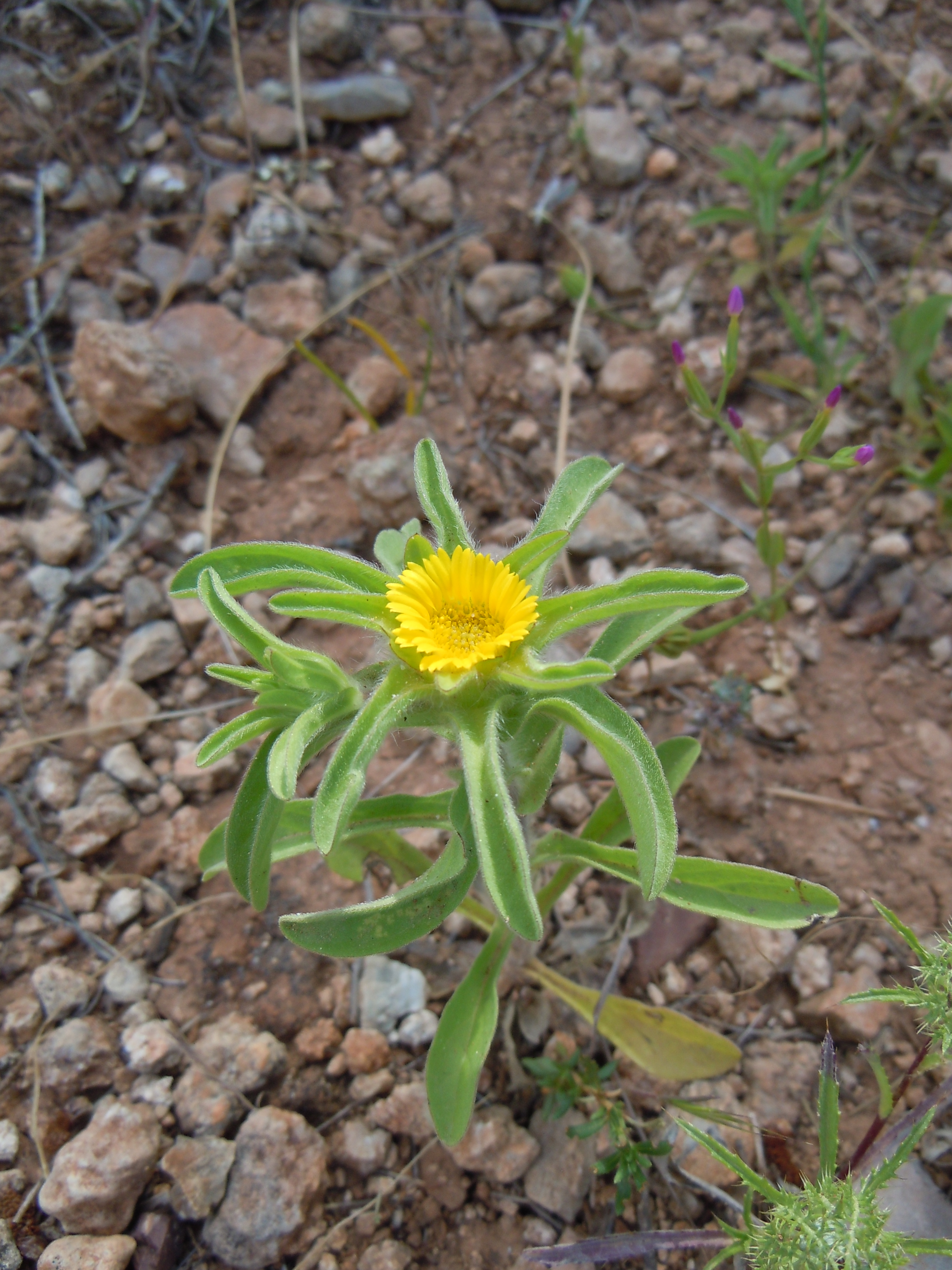
En Grèce.
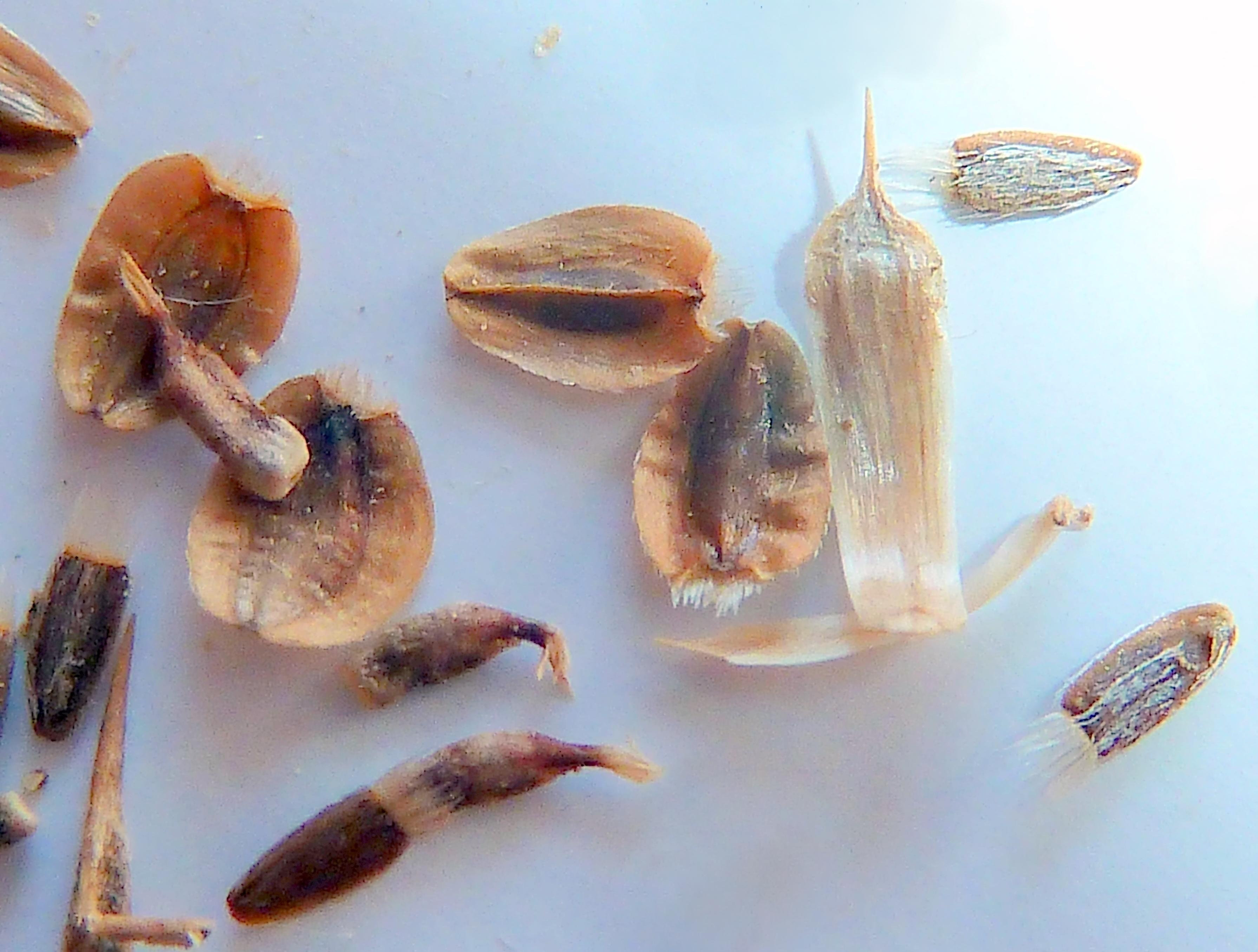
Fruits internes et externes (à Murcie en Espagne).